# NGC 4970
NGC 4970 est une galaxie lenticulaire située dans la constellation de l'Hydre. Sa vitesse par rapport au fond diffus cosmologique est de 3 568 ± 41 km/s, ce qui correspond à une distance de Hubble de 52,6 ± 3,7 Mpc (∼172 millions d'al). NGC 4970 a été découverte par l'astronome germano-britannique William Herschel en 1789. Cette galaxie a aussi été observée par l'astronome américain Lewis Swift le 27 février 1898 et elle a été inscrite à l'Index Catalogue sous la cotes IC 4196.
À ce jour, trois mesures non basées sur le décalage vers le rouge (redshift) donnent une distance de 43,133 ± 2,380 Mpc (∼141 millions d'al), ce qui est à l'extérieur des valeurs de la distance de Hubble. Notons que c'est avec la valeur moyenne des mesures indépendantes, lorsqu'elles existent, que la base de données NASA/IPAC calcule le diamètre d'une galaxie et qu'en conséquence le diamètre de NGC 4970 pourrait être d'environ 44,3 kpc (∼144 000 al) si on utilisait la distance de Hubble pour le calculer.

## Groupe d'ESO 508-19
Selon A. M. Garcia, NGC 4970 fait partie du groupe d'ESO 508-19. Ce groupe de galaxies compte au moins 10 membres. Les autres membres du groupe sont NGC 4968, NGC 4993, IC 4180, IC 4197, ESO 508-11, ESO 508-15, ESO 508-19, ESO 508-24 et ESO 576-3.